# عباسي (مقاطعة دورة)
عباسي (بالفارسية: عباسی) هي قرية تقع في قسم تشكن الريفي (مقاطعة دورة) في إيران. يقدر عدد سكانها بـ 190 نسمة.